# The Accidents
The Accidents är ett svenskt band som spelar en egen blandning av rockabilly och punk. Deras senaste skiva Stigamata Rock'n'Rolli släpptes i juni 2009, producerat av Bootleg Booze Records. 2010 spelade bandet på Peace & Love-festivalen.

## Medlemmar

### Senaste medlemmar
- Rickard Alriksson
- Fred Tank
- Dan Wall

### Tidigare medlemmar
- Kim Belly
- Jallo Lehto
- Omega

## Diskografi

### Album
- 2004 - All Time High (CD/LP, Bootleg Booze Records/Rock Alliance)
- 2005 - Poison Chalice (CD/LP, Bootleg Booze Records/Burning Heart Records)
- 2007 - Summer Dreams (CD, Burning Heart Records)

### EP
- 2002 - Debut EP (7", Devils Shitburner Records)
- 2002 - The Accidents (10", Diapazam Records)
- 2009 - Stigamata Rock'n'Rolli (10", Bootleg Booze Records)
- 2009 - The Beechcraft Bonanza + Frutti Di Bosco (CD, Nicotine Records)

### Singlar
- 2004 - Dead Guys (7", Bootleg Booze Records)
- 2004 - Performing Three Spectacular Hits (7", Idle Hands Records)
- 2004 - Dannelly Field Airport (7", Incognito Records)
- 2004 - Cisse (7", Bridge of Compassion Records)
- 2005 - Let's Go Out Tonight (7", Broken Hope Records)
- 2007 - Hot Hot City (7", Zorch Productions)
- 2009 - Frutti Di Bosco (7", Tornado Ride Records)

### Fotnoter
1. ↑  The Accidents: Disco a rock Arkiverad 14 april 2014 hämtat från the Wayback Machine.. Läst: 31 december 2011.
2. ↑  Rockfoto.nu: The Accidents. Läst: 31 december 2011.